# Gòrgias (diàleg)
Gòrgias és un dels diàlegs de Plató corresponent a la seva fase intermèdia (388 aC - 385 aC), que tracta sobre la retòrica. Hi participen Sòcrates, els seus amics Càlicles i Querefont, el retòric Gòrgias de Leontins i el seu deixeble Polos. Consta de tres diàlegs, en els quals Sòcrates s'enfronta successivament amb Gòrgias, Polos, i Càlicles.

## Diàleg amb Gòrgias
Davant la pregunta sobre la seva professió, Gòrgias es defineix com a retòric, explicant a continuació què és la retòrica i quin és el seu objecte. Per a ell, consisteix a persuadir per mitjà de la paraula, i per això ensenya als seus deixebles a discutir i convèncer amb argumentació. Elogia el seu art com a excels, capaç de tractar qualsevol tema i de defensar qualsevol postura, encara que admet que ha de subjectar-se a la justícia, com qualsevol altra activitat.
Sòcrates posa a Gòrgias en dificultats, assenyalant les seves contradiccions, en un joc de preguntes i respostes. Al seu torn, defineix la retòrica com una mera pràctica, rebaixant el rang d'art que li dona el seu oponent, i comparant-la amb l'activitat culinària, una cosa merament agradable. Després va més enllà, qualificant-la de lletja i dolenta, per dirigir-se al plaer, en lloc de cap al bé.

## Diàleg amb Polos
Amb Polos, la discussió puja de to, ja que Sòcrates no sent la mateixa consideració pel jove deixeble que pel seu mestre. Polos afirma que la persona injusta pot ser afortunada si pot lliurar-se del càstig merescut per les seves accions dolentes. Sòcrates ho nega, dient que la persona que obra malament a propòsit no pot ser afortunada, i que encara serà més desgraciada si no sofreix un càstig just. També afirma que és pitjor cometre una injustícia que sofrir-la, una cosa que el seu interlocutor es mostra incapaç de comprendre. Sòcrates conclou identificant el bell amb el bo, i demostrant la inutilitat de la retòrica.

## Diàleg amb Càlicles
Càlicles recomana a Sòcrates que deixi de filosofar i es dediqui a una activitat seriosa, com els negocis públics. Sòcrates li planteja el problema de la diferència entre el bé i el plaer (o el mal i el dolor), que mostra com a distints, contra el parer del seu amic. Després d'una àrdua discussió, Càlicles es declara cansat i abandona, per la qual cosa Sòcrates acaba monologant.
La vida ha d'orientar-se cap al bé. Per això, la intervenció en la vida pública ha de servir per a millorar els ciutadans, cosa que no ha fet cap polític grec, ni àdhuc els famosos Temístocles i Pèricles. Ell es considera a si mateix l'únic polític autèntic, en el sentit esmentat.
Acaba amb una premonició sobre el seu propi final: la possibilitat de ser acusat injustament davant un tribunal, reafirmant-se en la seva voluntat de buscar el major bé per als ciutadans, i no el seu plaer, encara que això el perjudiqui. Es declara, així mateix, creient en el mite de la justícia de les ànimes després de la mort, confiant en la seva trajectòria vital regida per la veritat i la justícia.